# Paul L. Williams
Paul L. Williams (né le 30 septembre 1944) est un journaliste et essayiste américain.

## Thèses
Dans son livre The Vatican Exposed.  Money, Murder, and the Mafia, il évoque la Thèse sirianiste, selon laquelle c'est le cardinal conservateur Giuseppe Siri qui aurait été élu pape lors du conclave de 1958, mais que son élection a été par la suite escamotée.

## Publications
- Everything You Wanted to know about the Catholic Church - Doubleday Books  (ISBN 0-385-24882-2) (1989)
- Al Qaeda:  Brotherhood of Terror - Alpha Books  (ISBN 0-02-864352-6) (2002)
- The Vatican Exposed.  Money, Murder, and the Mafia - Prometheus Books  (ISBN 1-59102-065-4) (2003)
- Osama's Revenge:  The Next 9/11:  What the Media and the Government Haven't Told You - *Prometheus Books  (ISBN 1-59102-252-5) (2004)
- Al Qaeda Connection:  International Terrorism, Organized Crime, and the Coming Apocalypse -Prometheus Books  (ISBN 1-59102-349-1) (2005)
- Dunces of Doomsday: 10 Blunders that Gave Rise to Radical Islam, Terrorist Regimes, and an American Hiroshima - WND Books  (ISBN 1-58182-529-3) (2006)
- The Day of Islam: The Annihilation of America and the Western World - Prometheus Books  (ISBN 1-59102-508-7) (5 June 2007)
- "The Complete Idiot's Guide to the Crusades" Penguin  (ISBN 0-02-864243-0)
- "The Complete Idiot's Guide to the Lives of the Saints" Penguin  (ISBN 0-02-864211-2)
- "The Life and Work of Mother Teresa," Alpha  (ISBN 0-02-864278-3)